# Paspalidium utowanaeum
Paspalidium utowanaeum är en gräsart som först beskrevs av Frank Lamson Scribner, och fick sitt nu gällande namn av Gerrit Davidse och Richard Walter Pohl. Paspalidium utowanaeum ingår i släktet Paspalidium och familjen gräs. Inga underarter finns listade i Catalogue of Life.